# Зейське водосховище
53°59′00″ пн. ш. 127°37′00″ сх. д. / 53.983333333333° пн. ш. 127.61666666667° сх. д.
Зейське водосховище (рос. Зейское водохранилище) — водосховище на річці Зея в Амурській області Росії. Утворюється греблею Зейскої ГЕС. 
Наповнене в 1974—1980 роках. Водосховище починається від греблі Зейскої ГЕС у місті Зея, проходить 40 кілометрів по вузькій долині, а потім переходить у широку водойму. Байкало-Амурська магістраль проходить уздовж північного берега водосховища і перетинає водосховище 1100 метровим мостом. 
Водосховище використовується для судноплавства і рибальства (сиг, таймень, щука, амурський сом, харіус і осетер).
Площа сточища становить 83,8 тис. км², середньобагаторічний стік 24,7 км ³. Повна і корисна ємність водосховища відповідно 68,42 і 32,12 км³.
Водосховище заповнюється щорічно на 87% у другій половині літа і восени під дією тихоокеанських мусонів